# HMS Royal Oak (08)
HMS Royal Oak byla jednou z pěti bitevních lodí třídy Revenge postavených pro Britské královské námořnictvo během první světové války. Spuštěná na vodu 1914 a dokončená v roce 1916 se Royal Oak poprvé zúčastnila bojové akce během bitvy u Jutska/Skagerraku. Roku 1926 byla převelena do Středomoří a po vypuknutí občanské války ve Španělsku hlídkovala u Pyrenejského poloostrova. Při té příležitosti byla jednou napadena republikánskými letouny a jednou náhodou zasažena republikánským protiletadlovým granátem. V roce 1938 se vrátila do domácích vod.
V meziválečné době u ní proběhlo několik dílčích modernizací: posílení protiletadlové výzbroje, zesílení horizontálního pancéřování, instalace protitorpédových výdutí, náhrada startovacích plošin za katapult, atd. Přesto byla Royal Oak na počátku druhé světové války zastaralá a její rychlost byla pro prvoliniovou službu příliš malá.
Dne 14. října 1939 loď kotvila ve Scapa Flow, kde ji zasáhla a potopila tři torpéda z německé ponorky U 47 Günthera Priena, které se podařilo odvážně proniknout do britské základny. Z posádky 1234 mužů jich 833 zahynulo. Royal Oak se tak stala první z pěti bitevních lodí a bitevních křižníků, o které Royal Navy přišla během druhé světové války. Potopení Royal Oak mělo malý dopad na námořní převahu Royal Navy v těžkých lodích, ale velký dopad na válečnou morálku. Nacistická propaganda úspěchu využila a z Günthera Priena se stal válečný hrdina a první ponorkový velitel vyznamenaný rytířským křížem. Útok také poukázal na zranitelnost základny ve Scapa Flow a podnítil stavbu takzvaných Churchillových bariér.
Vrak Royal Oak je válečný hrob a leží otočený kýlem téměř vzhůru v hloubce asi třiceti metrů. Trup se v nejvýše položeném místě nachází asi pět metrů pod hladinou. Každoročně na výročí potopení umisťují potápěči Royal Navy na zádi White Ensign. Neautorizované potápění k vraku je zakázáno na základě Protection of Military Remains Act 1986.